# Estany de les Truites
Estany de les Truites är ett vattenmagasin i Andorra.   Det ligger i parroquian La Massana, i den västra delen av landet. Estany de les Truites ligger 2 289 meter över havet. Den högsta punkten i närheten är Pic de Coma Pedrosa, 2 943 meter över havet, 1,6 kilometer norr om Estany de les Truites.
Sjön ligger vid bergstoppen Pic dels Aspres.